# Vídeňský chlapecký sbor

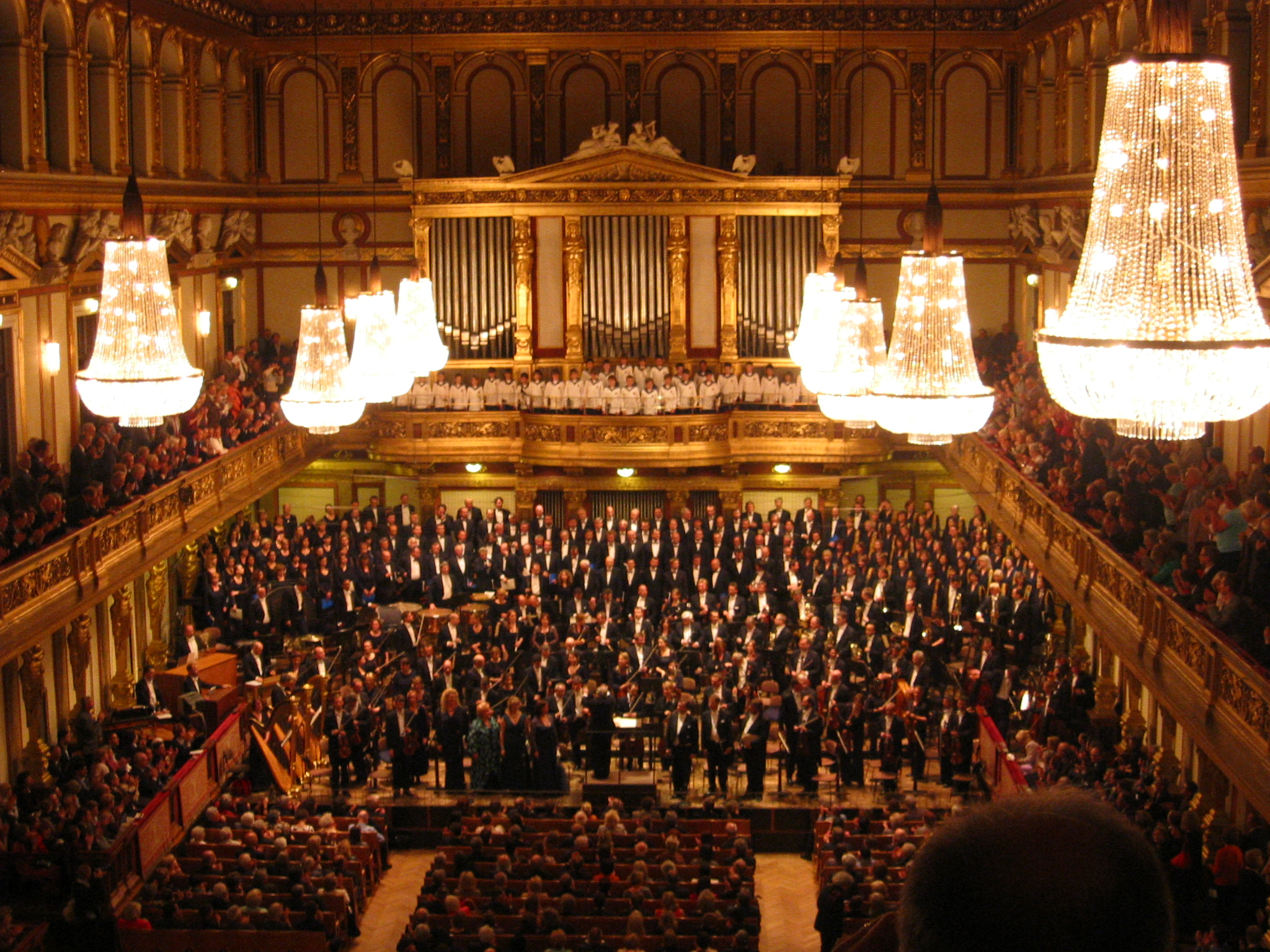
G. Mahler Symfonie č. 8 – Vídeňský chlapecký sbor – Vídeňský pěvecký spolek – Slovenský filharmonický zbor – Staatskapelle Berlin – Pierre Boulez – Musikvereinssaal

Vídeňský chlapecký sbor (německy Wiener Sängerknaben) je rakouský chlapecký pěvecký sbor. Současným uměleckým vedoucím sboru je Gerald Wirth.
Sbor působí od roku 1498, kdy ho založil sám římský císař Maxmilián I. V té době byl nazýván jako dvorní zpěváčci. Po rozpadu rakousko-uherské monarchie vzniklá rakouská republika převzala dvorní operu a orchestr, ne však chlapecký sbor, který ale byl zachráněn páterem Josefem Schnittem, který se v roce 1921 stal děkanem císařské kaple. Od té doby se sbor stal soukromým hudebním tělesem vystupujícím pod současným názvem. Zároveň sbor začal vystupovat v nových stejnokrojích, které se, podle tehdejší dětské módy, inspirovaly námořnickým stejnokrojem a nahradily tak původní dvorský stejnokroj. Sbor má asi 100 členů od 8 do 14 let, kteří vystupují ve 4 skupinách, sborech pojmenovaných po hudebních skladatelích Mozartovi, Haydnovi, Brucknerovi a Schubertovi. Na vystoupeních sboru je možné vidět a slyšet cca 24 chlapců (soprán a alt). Jenom tak mohou zvládnout asi 300 koncertních vystoupení za rok nejen v císařské kapli, ale i na četných koncertech v Rakousku i v zahraničí.
Pro svůj mimořádně vysoký standard sbor spolupracoval s hudebníky včetně Mozarta, Caldary, Salieriho, Isaaca, Hofhaimera, Bibera, Fuxe, Glucka a Brucknera. Zpívá také vídeňské melodie, směs populárních vídeňských melodií, polky, valčíky a rakouské lidové písně.
Chlapci vystupují v tradičních námořnických krojích v barvě bílé nebo černé. Od útlého věku absolvují náročnou přípravu a po přísném výběru se stávají členy uvedených koncertních sborů. Žijí v internátu a navštěvují soukromé gymnázium. Sídlem sboru, internátu přípravné základní školy a gymnázia je palác Augarten ve Vídni. Sbor ani škola není řízena církví. Vysoké nároky kladené na dětské členy sboru se čas od času setkávají s kritikou bulvárních novinářů, kteří to často pokládají za zneužívání a vykořisťování dětí.